# Al Nahda
Al Nahda (arabo: النهدة) è un quartiere di Dubai.

## Geografia fisica
Al Nahda si trova nel settore orientale di Dubai nella zona di Deira e fa parte del confine orientale di Dubai confinante con l'emirato di Sharja. Al Nahda, che letteralmente significa "il risveglio", confina a sud e ad est con Al Qusais e verso ovest con Al Mamzar.
Il quartiere è suddiviso in due sotto-comunità: 
- Al Nahda First (codice comunità 231);
- Al Nahda Second (codice comunità 241).

Come il quartiere di Muhaisnah, si tratta di un'area che è stata originariamente ricavata dalle zone industriali di Al Qusais, ma negli ultimi anni ha subito uno sviluppo esteso e prevalentemente residenziale. Punti di riferimento importanti sono: Dubai Women's College, Al Nahda Pond Park.